# Occidryas magdalenae
Occidryas magdalenae är en fjärilsart som beskrevs av Gunder 1925. Occidryas magdalenae ingår i släktet Occidryas och familjen praktfjärilar. Inga underarter finns listade i Catalogue of Life.